# Pet Sounds
Pet Sounds je jedenácté studiové album americké rockové skupiny The Beach Boys, vydané 16. května 1966 u Capitol Records. Zpočátku se album setkalo s nepříliš velkým prodejem ve Spojených státech a americká kritika album hodnotila velmi vlažně, v žebříčku Top LPs časopisu Billboard se vyšplhalo na 10. příčku, což je v porovnání s ostatními alby kapely horší výsledek. Ve Spojeném království bylo album příznivě přijato kritiky a stalo se 2. nejprodávanějším albem hitparády UK Albums Chart, přičemž se v první desítce udrželo 6 měsíců. V Británii bylo album propagováno jako „vůbec nejprogresivnější popové album“, Pet Sounds si získalo pozornost a uznání zejména díky své ambiciózní produkci, sofistikované hudbě a textům zabývající se osobními tématy. Je obecně považováno za jedno z nejvlivnějších alb hudební historie.
Album produkoval, aranžoval, a téměř všechny skladby složil Brian Wilson, texty napsal Tony Asher. Album bylo nahráváno převážně mezi lednem a dubnem 1966, rok poté co se Wilson rozhodl přestat vystupovat se skupinou. Jeho cílem bylo vytvořit „nejlepší rockové album, jaké kdy bylo vytvořeno“—koncept bez tzv. výplňových skladeb. Pilotní singl „Caroline, No“ byl vydán jako Wilsonův oficiální sólový debut. Poté následovalo vydání singlů, které byly připsány již celé skupině: „Sloop John B“, „Wouldn't It Be Nice“ (na druhé straně „God Only Knows“).
Orchestrace založená na Wilsonově tzv. zdi zvuku kombinuje konvenční prvky rocku s propracovanými vrstvami vokálních harmonií, nahodilými zvuky a netradičními hudebními nástroji v rockové hudbě dříve neslýchané, jako např. zvonky na kole, lesní roh, flétny, theremin, smyčcové sekce, plechovky od nápojů. Album se skládá hlavně z introspektivních písní jako např. „I Know There's an Answer“ nebo „I Just Wasn't Made for These Times“, ve které byl poprvé na rockové nahrávce použit Electro-theremin, nástroj podobný thereminu. Jeho bezprecedentní celkové náklady přesáhly 70 000 USD (ekvivalent 550 000 USD v roce 2019). Z nahrávání alba vzešla také píseň „Good Vibrations“, která později vyšla jako singl a stala se celosvětovým hitem. V roce 1997 se Brian Wilson zúčastnil výroby stereofonní verze alba Pet Sounds, jež vyšlo pod názvem The Pet Sounds Sessions, obsahující originální stereofonní mix alba.
Pet Sounds je muzikology považováno za rané koncepční album, které představovalo pokrok v hudební produkci, přineslo nestandardní vokální harmonie a témbr, zahrnuje prvky popu, jazzu, exotiky, klasické hudby a avantgardy. Inovativní hudba, která byla vnímána jako zcela sebevědomá umělecká výpověď (neboli „koncept“), nahrávka pomohla porozumět populární hudbě jako takové a měla vliv na pozdější vývoj psychedelické hudby, progresivního/art rocku. Roku 2003 časopis Rolling Stone album zařadil na 2. místo žebříčku 500 nejlepších alb všech dob. V roce 2004 bylo album archivováno do Národního registru nahrávek Knihovny Kongresu USA jako „kulturně, historicky a esteticky významné.“ Pet Sounds bylo asociací RIAA certifikováno jako platinové, což činí více než milion prodaných kusů.

## Pozadí

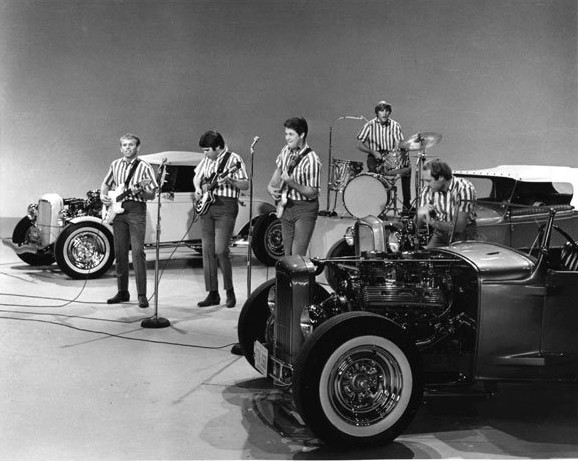
The Beach Boys hrají „I Get Around“ v The Ed Sullivan Show v září 1964, čtyři měsíce před Wilsonovým odchodem z koncertních pódií.

Po vydání šestého studiového alba Beach Boys All Summer Long z července 1964, se skupina pomalu začala odchylovat od svého původního žánru, tj. surf rocku. Od té doby se skupina výrazně změnila, jak po hudební, tak textové stránce. Brian Wilson se v lednu 1965 rozhodl přestat se skupinou vystupovat, aby se více soustředil na psaní a nahrávání písní. Zbytek skupiny – Brianovi bratři Carl a Dennis, jejich bratranec Mike Love a jejich přítel Al Jardine pokračovali na turné bez Wilsona, kterého na koncertech nahradil Bruce Johnston z vokálního dua Bruce & Terry.
Wilson coby producent rychle předvedl velký pokrok ve svém hudebním vývoji s alby The Beach Boys Today! a Summer Days (And Summer Nights!!) z roku 1965. Album Today!, vydané v březnu 1965 svým orchestrálním aranžmá, texty s osobními tématy a opuštěním témat, které souvisely se surfováním, auty nebo povrchními projevy lásky, představovalo značný odklon od předchozích nahrávek Beach Boys. Wilson také změnil metodu psaní textů, texty začal psát více autobiograficky, přičemž jeho písně byly psány z pohledu neurotických, rozpačitých a zranitelných vypravěčů. Album Summer Days následovalo tři měsíce poté a představovalo přechod mezi Wilsonovými pokrokovými metodami nahrávání a klasickým stylem skupiny před rokem 1965.
V dubnu 1965 Wilson poprvé experimentoval s LSD, svůj trip přirovnával k „náboženskému prožitku“, přičemž tvrdil, že viděl Boha. Týden poté začal trpět sluchovými halucinacemi a po zbytek roku pociťoval značné projevy paranoi. Wilson se kromě zhoršeného psychického zdraví potýkal také s rostoucí závislostí na drogách, která měla vliv na jeho manželství s 18letou zpěvačkou Marilyn Rovell. Myslel si, že jej LSD ovlivnilo při psaní Pet Sounds, protože v něm „vyvolávalo nějaké nejistoty, které se poté projevily v hudbě.“ Wilson také kouřil marihuanu, které přisuzoval svůj větší smysl pro tvůrčí svobodu.
12. července nahrál Wilson doprovod pro „Sloop John B“, ale poté, co nazpíval vokál hrubým hlasem, skladbu na nějakou dobu odložil a soustředil se na nahrávání toho, co se stalo dalším albem kapely, neformální studiový jam Beach Boys' Party!, v reakci na žádost jejich nahrávací společnosti Capitol o album Beach Boys pro vánoční trh 1965. V říjnu se Wilson a jeho žena přestěhovali z pronajatého bytu v západním Hollywoodu do domu na Laurel Way v Beverly Hills, kde strávil čas přemýšlením o „novém směru skupiny“. Poslední tři měsíce roku 1965 se věnoval zdokonalováním vokálů pro „Sloop John B“ a nahráváním šesti nových skladeb.
Píseň „The Little Girl I Once Knew“, která vyšla jako samostatný singl v listopadu, byla poslední původní skladbou Beach Boys vydanou před jakoukoli skladbou na Pet Sounds. V prosinci vydal Capitol album Party! obsahující skladbu „Barbara Ann“, která vyšla jako singl, ovšem bez vědomí a souhlasu skupiny. Wilson se novinářům svěřil, že píseň nebyla „vyrobenou“ nahrávkou a neměla by být považována za známku nadcházejícího hudebního stylu skupiny. Počátkem ledna byl zbytek kapely na koncertním turné po Japonsku a Havaji.

## Psaní písní

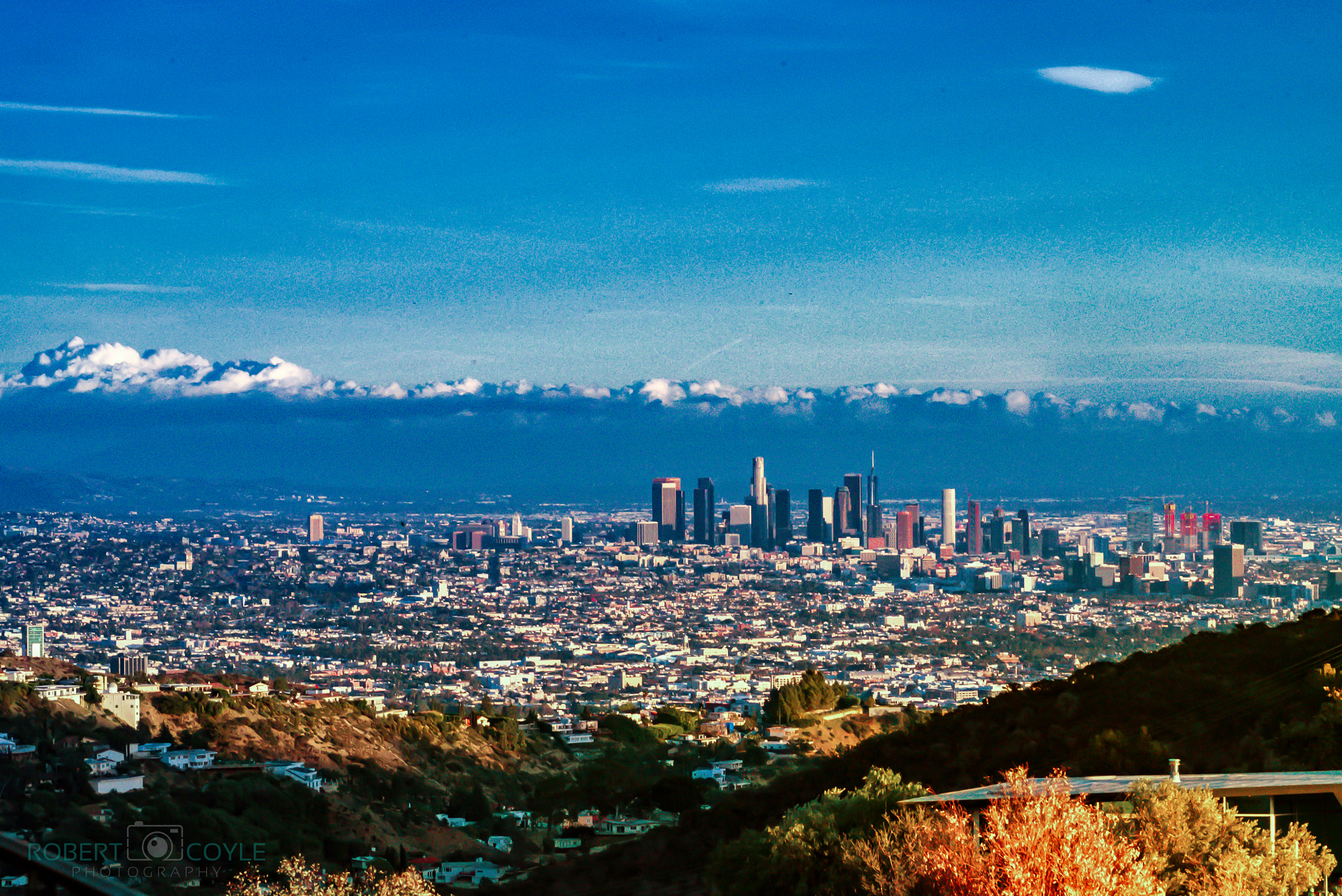
Pohled na Los Angeles z Beverly Hills, kam se Wilson v říjnu 1965 přestěhoval a napsal Pet Sounds.

Během stráveného času v nahrávacím studiu v Los Angeles, se Brian Wilson roce 1965 seznámil s 26letým textařem Tonym Asherem, který pracoval pro reklamních agenturu jako copywriter tzv. jingles. Oba si představili své nápady na písničky a Wilson se brzy poté od společného přítele Lorena Schwartze dozvěděl o Asherových ambicích psát texty. V prosinci jej Wilson oslovil s nabídkou ohledně možné spolupráce, jeho cílem bylo udělat něco „úplně jiného“ s někým, s kým nikdy předtím nespolupracoval. Asher nabídku přijal a do deseti dnů začali skládat společně. Wilson mu přehrával část hudby, kterou předtím nahrál, a předal mu demosnímek obsahující doprovodnou hudbu ke skladbě s názvem „In My Childhood“. Výsledkem Asherovy práce byla píseň „You Still Believe in Me“, úspěch tohoto díla na Wilsona zapůsobil a usoudil, že Asher umí dobře pracovat se slovy. Na otázku novinářů, proč si myslí, že se mu s Asherem dobře spolupracovalo, Wilson odpověděl, že „si myslel, že je skvělý člověk“ a udělal na něj dojem, protože znal Lorena Schwartze, „velmi chytrého chlápka, člověka se zajímavým slovním projevem“.

Wilson a Asher skládali společně po dobu dvou až tří týdnů u Wilsona doma, pravděpodobně mezi lednem a únorem 1966. Setkání autorské dvojice začínalo, často Wilsonovou hrou na klavír, nebo rozpravou o předcházejícím nahrávání, z něhož pocházely nahrávky, které se Wilsonovi líbily, či diskusí o tématu, o kterém Wilson dlouho toužil napsat píseň. O svých hudebních nápadech hovořili jako o „pocitech“. Pro inspiraci, někdy kouřili marihuanu. Texty jejich písní byly dokončeny před nahráváním jakýchkoli doprovodných hudebních stop (s výjimkou skladby „You Still Believe in Me“) a nahrávání začalo prakticky hned po napsání skladeb.
| Připadalo mi, jako bychom psali autobiografii, ale neoznačoval bych to jako Brianovu autobiografii... Pracovali jsme v poněkud důvěrném vztahu a já ho vůbec neznal, takže zjišťoval, kdo jsem a já jsem zjišťoval, kdo je on. |
| —Tony Asher |

Během nahrávání, Wilson často s Asherem diskutoval o akordových postupech a celkovém aranžmá, oba tak rozvíjeli nápady. Navzdory tomu, že Wilson složil veškerou hudbu, Asher ocenil také jeho přínos pro skládání textů ke skladbám „I Just Wasn't Made for These Times“, „Caroline, No“ a „That's Not Me“. O své roli spoluautora některých textů řekl: „Obecná myšlenka textů byla vždy jeho... a skutečná volba slov byla obvykle moje.“
Podle vzpomínek Wilsonovy bývalé ženy Marilyn: Brian pracoval na Pet Sounds prakticky nepřetržitě, a když byl doma, „byl buď u klavíru, aranžoval anebo jedl.“ Asher tvrdil: „Rád bych řekl, že Brian byl naprosto odhodlaný [psát písničky]. Řekněme, že byl... velmi koncentrovaný.“ Následující dvě písně napsal Wilson s dalšími dvěma spoluautory: Prvním byl road manažer Beach Boys Terry Sachen, ten se autorsky podílel na písni „I Know There's an Answer“, druhým byl zpěvák Mike Love, který si v roce 1994 skrze soudní cestu získal uznání spoluautorství k písním „Wouldn't It Be Nice“, „I Know There's an Answer“ a „I'm Waiting for the Day“, navzdory tomuto faktu, je však jeho autorský podíl považován za minimální.
Asher se zúčastnil několika nahrávacích relací, z nichž se většina týkala nahrávání overdubbingu smyčcové sekce. V pozdějších letech přemýšlel při svých vzpomínkách na své interakce s Wilsonem a jeho spoluhráči o jedné „trapné“ zkušenosti. „Každé čtyři hodiny, které jsme strávili psaním písní, proběhlo asi 48 hodin těchto přihlouplých rozhovorů o nějaké pitomé knize [o mystice], kterou právě četl. Jinak by prostě dál chodil a mluvil o dívkách.“ Na otázku, zda se u Wilsona projevovaly nějaké známky „šílenství“, Asher odpověděl, že Wilson měl „záchvaty toho nekontrolovatelného vzteku“. Asher si myslel, že „celá ta klaustrofobická událost s ním a jeho rodinou“ neměla příliš společného s užíváním LSD, ale spíše kvůli bipolární afektivní poruše, kterou trpěl.

## Styl
Pet Sounds zahrnuje prvky popu, jazzu, exotiky, klasické hudby a avantgardy. Vedle těchto žánrů, Bruce Johnston zmínil také „ohromné množství“ vlivu doo-wop a R&B hudby. Podle životopisce Jona Stebbinse: „Brian [Wilson] vzdoruje jakémukoli škatulkování hudebních žánrů... Není tam moc rocku, a ještě méně tam je rollu. Pet Sounds je místy futuristické, progresivní a experimentální. Není tam žádné boogie, ani woogie, blues je obsažen jen v tématech a Brianově hlasu“. Albu jsou často připisovány žánry jako je progresivní pop, komorní pop, psychedelický pop a art rock. Wilson sám album považoval za „kapelní rock... komerční sborovou hudbu. Chtěl jsem vytvořit album, které obstojí za jedno desetiletí.“

### Koncept a inspirace

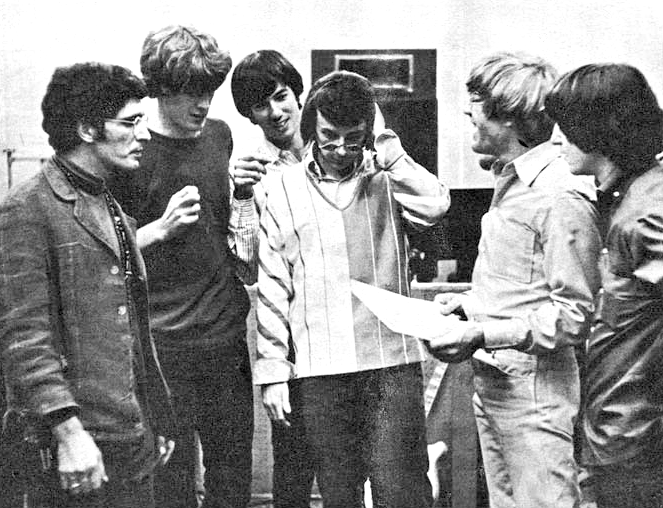
Phil Spector (uprostřed) během nahrávání v Gold Star Studios, kde vyvinul svoji metodu nahrávání tzv. Wall of Sound, r. 1965.

Hudební historici a novináři často označují Pet Sounds jako koncepční album. Spisovatel Carys Wyn Jones to pojmenoval spíše jako „oděnou dokonalost“, než koncepční lyrické téma nebo hudební motiv. Brian Wilson popsal Pet Sounds jako „interpretaci“ produkční techniky Phila Spectora tzv. Wall of Sound. „Pokud vezmete album Pet Sounds jako sbírku uměleckých děl, z nichž každá je navržena tak, aby byla sama sebou, přesto patří k sobě, uvidíte, kam jsem tím mířil. Ve skutečnosti to nebylo písňové koncepční album, nebo textové koncepční album; bylo to opravdu produkční koncepční album.“
Wilson si přál, aby Pet Sounds představovalo „absolutní výpověď“, podobně jako to The Beatles učinili s tehdy nejnovějším albem Rubber Soul, vydané v prosinci 1965. Verzi alba, kterou Wilson slyšel, byla alternativní americká edice, kterou Capitol nesestavil tak, aby měla soudržný folkrockový zvuk. Na Wilsona udělalo dojem, protože na něm nebyly tzv. výplňové skladby, často byly samostatné singly považovány za mnohem pozoruhodnější nahrávky než dlouhohrající desky. Mnoho alb až do poloviny šedesátých let postrádalo soudržný umělecký cíl a z velké části byla používána pro prodej singlů za vyšší cenu. Wilson zjistil, že Rubber Soul „změnilo“ populární hudbu tím, že mělo zcela konzistentní vlákno hudby. S nadšením se vrhl ke své ženě Marilyn a řekl jí: „Marilyn, udělám to nejlepší album! Nejlepší rockové album, jaké kdy vzniklo!“
Michael Zager pro srovnání Pet Sounds a Rubber Soul napsal, že Pet Sounds má hodně společného s produkčními technikami Phila Spectora a nese tak odkaz jeho Wall of Sound. Wilson uvedl, že ho obzvláště fascinoval proces kombinování zvuků, tak „aby vytvořil další“, a právě pro Pet Sounds se tyto aspekty Spectrovy produkce snažil napodobit. Wilson album Rubber Soul označoval jako „hlavní motivátor“ pro Pet Sounds. Přiznal, že chtěl vytvářet hudbu „na stejné úrovni“ jako Rubber Soul, ale neměl v úmyslu kopírovat hudební styl Beatles. V roce 2009 uvedl, že k nápadu použít na desku netradiční hudební nástroje jej přiměla inspirace od Beatles, kteří na desku použili sitár.

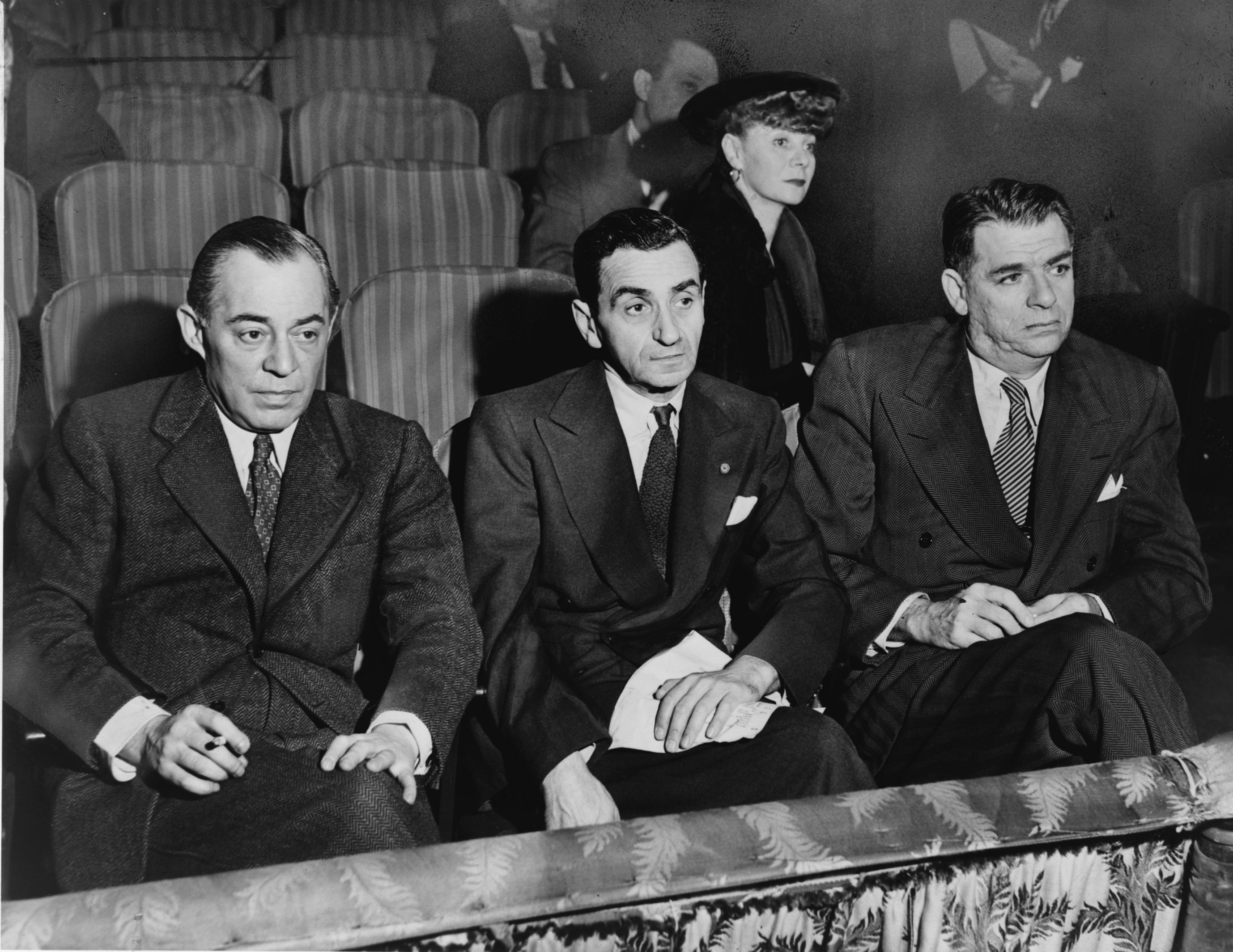

Když diskutovali o svých skladatelských cílech, Asher zpochybnil představu, že by sledovali Beatles nebo rockovou hudbu obecně. Spíše „Brian to definoval tak, že chce napsat něco blíže ke klasickým americkým milostným písním, jako je Cole Porter nebo Rodgers a Hammerstein.“ Během psaní Asher a Wilson navzájem pravidelně představovali různá alba a různé druhy hudby. Zejména Asher uvedl, že Wilson „byl odfouknut“ poté, co hrál   jazzové nahrávky, včetně „ Sofistikované dámy “ od Duke Ellingtona a ztvárnění „ All the Things You Are “ od Lionela Hamptona. Vzpomněl si, že Wilson měl minimální povědomí o písních Tin Pan Alley a „příliš se nezamyslel nad strukturou nebo instrumentací orchestrálních jazzových skladeb.“  Mající zkušenosti s nahráváním orchestrů, Asher povzbudil Wilsona, aby použil nástroje jako housle, violoncella a basové flétny.
V článku z března 1966 Wilson hovořil o nejnovějších trendech populární hudby a řekl, že ovlivnily jeho práci a vývoj skupiny, „ale má to i moje vlastní scéna“.  Marilyn naopak připomněla, že Briana pohltily jen myšlenky na vytvoření největšího rockového alba vůbec a „nemyslel na to, jaká hudba je na trhu, ani na to, co se děje v tomto odvětví.“  V roce 1996, řekl, že on a Asher byl „trochu jako na naší vlastní malou vlnovou délkou“ a nebyly zabývá předjíždění Phil Spector nebo Motown , „Bylo to víc, co bych nazval exkluzivní spolupráce není konkrétně pokusí kopu něčí zadek, ale udělat to tak, jak to opravdu chcete. To jsem si myslel, že jsme udělali.“

## Seznam skladeb
Strana jedna
| Pořadí         | Název                                     | Autor                               | Hlavní zpěv              | Délka |
| -------------- | ----------------------------------------- | ----------------------------------- | ------------------------ | ----- |
| 1.             | Wouldn't It Be Nice                       | Brian Wilson, Tony Asher, Mike Love | Brian Wilson a Mike Love | 2:25  |
| 2.             | You Still Believe in Me                   | Wilson, Asher                       | B. Wilson                | 2:31  |
| 3.             | That's Not Me                             | Wilson, Asher                       | B. Wilson, Love          | 2:28  |
| 4.             | Don't Talk (Put Your Head on My Shoulder) | Wilson, Asher                       | B. Wilson                | 2:53  |
| 5.             | I'm Waiting for the Day                   | Wilson, Love                        | B. Wilson                | 3:05  |
| 6.             | Let's Go Away for Awhile                  | Wilson                              | instrumentální           | 2:18  |
| 7.             | Sloop John B                              | tradicionál, aranžmá: Wilson        | B. Wilson, Love          | 2:58  |
| Celková délka: | Celková délka:                            | Celková délka:                      | Celková délka:           | 18:38 |

Strana dvě
| Pořadí         | Název                              | Autor                      | Hlavní zpěv                            | Délka |
| -------------- | ---------------------------------- | -------------------------- | -------------------------------------- | ----- |
| 1.             | God Only Knows                     | Wilson, Asher              | Carl Wilson, B. Wilson, Bruce Johnston | 2:51  |
| 2.             | I Know There's an Answer           | Wilson, Terry Sachen, Love | Love, Al Jardine, B. Wilson            | 3:09  |
| 3.             | Here Today                         | Wilson, Asher              | Love                                   | 2:54  |
| 4.             | I Just Wasn't Made for These Times | Wilson, Asher              | B. Wilson                              | 3:12  |
| 5.             | Pet Sounds                         | Wilson                     | instrumentální                         | 2:22  |
| 6.             | Caroline, No                       | Wilson, Asher              | B. Wilson                              | 2:51  |
| Celková délka: | Celková délka:                     | Celková délka:             | Celková délka:                         | 17:19 |

Poznámky
- Mike Love nebyl původně uznáván jako spoluautor písní „Wouldn't It Be Nice“ a „I Know There's an Answer“, stalo se tak až po soudním sporu v roce 1994.[81]
- Al Jardine zůstává dodnes neuveden coby spoluautor aranžmá k písni „Sloop John B“[82]
- V některých písních pocházejí doprovodné vokály od Alana Boyda a Craiga Slowinského.[83]

## Obsazení
Seznam nástrojového obsazení zpracoval a archivoval Craig Slowinski.
The Beach Boys
- Al Jardine – zpěv
- Bruce Johnston – zpěv
- Mike Love – zpěv
- Brian Wilson – produkce, zpěv, vydrnkávání klavírních strun („You Still Believe in Me“), klavír („Pet Sounds“ a „I Know There's an Answer“), basová kytara, Danelectro baskytara, varhany („That's Not Me“)
- Carl Wilson – zpěv, sólová kytara, 12strunná elektrická kytara („That's Not Me“ a „God Only Knows“)
- Dennis Wilson – zpěv, bicí („That's Not Me“)

Hosté
- Tony Asher – vydrnkávání klavírních strun („You Still Believe in Me“)
- Steve Korthof – tamburína („That's Not Me“)
- Terry Melcher – tamburína („That's Not Me“ a „God Only Knows“)
- Marylin Wilson – přídavné vokály („You Still Believe in Me“) (nejisté)
- Tony (neznámé příjmení) – tamburína („Sloop John B“)

| The Wrecking Crew - Chuck Berghofer – kontrabas - Hal Baine – klakson, bicí, perkuse, rolničky, tympány - Glen Campbell – banjo, kytara - Frank Capp – zvony, nápojový kelímek, tympány, zvonkohra, tamburína, mokugyo, vibrafon - Al Casey – kytara - Roy Caton – trubka - Jerry Cole – elektrická kytara, kytara - Gary Coleman – bonga, tympány - Mike Deasy – kytara - Al De Lory – cembalo, varhany, klavír, honky-tonk klavír - Steve Douglas – altsaxofon, klarinet, flétna, klavír, mokugyo, tenorsaxofon - Carl Fortina – akordeon - Ritchie Frost – bicí, bonga, plechovky Coca-Cola - Jim Gordon – bicí, krabice pomerančového džusu | - Bill Green – altsaxofon, klarinet, flétna, güiro, tamburína - Leonard Hartman – basklarinet, klarinet, anglický roh - Jim Horn – altsaxofon, klarinet, barytonsaxofon, flétna - Paul Horn – flétna - Jules Jacob – flétna - Plas Johnson – klarinet, güiro, flétna, pikola, tamburína, tenorsaxofon - Carol Kaye – elektrická basa, kytara - Barney Kessel – kytara - Bobby Klein – klarinet - Larry Knechtel – cembalo, varhany, honky-tonk piano - Frank Marocco – akordeon - Gail Martin – basový pozoun - Nick Martinis – bicí - Mike Melvoin – cembalo | - Jay Migliori – barytonsaxofon, basklarinet, bassaxofon, klarinet, flétna - Tommy Morgan – basová harmonika - Jack Nimitz – barytonsaxofon, bassaxofon - Bill Pitman – kytara - Ray Pohlman – elektrická basa - Don Randi – klavír - Alan Robinson – lesní roh - Lyle Ritz – kontrabas, ukulele - Billy Strange –elektrická kytara, kytara, 12strunná kytara - Ernie Track – basový pozoun - Paul Tanner – Electro-Theremin - Tommy Tedesco – akustická kytara - Jerry Williams – tympány - Julius Wechter – zvonek na kole, tamburína, tympány, vibrafon |

| The Sid Sharp Strings - Arnold Belnick – housle - James Getzoff – housle - William Kurasch – housle - Leonard Malarsky – housle - Jerome Reisler – housle | - Ralph Schaeffer – housle - Sid Sharp – housle - Tibor Zelig – housle - Norman Botnick – viola - Joseph DiFiore – viola | - Darrel Terwilliger – viola - Joseph Saxon – violoncello - Justin DiTullio – violoncello - Jesse Erlich – violoncello |

Zvukoví inženýři
- Bruce Botnick
- Chuck Britz
- H. Bowen David
- Larry Levine
- Mezi další inženýry mohli patřit Jerry Hochman, Phil Kaye, Jim Lockert a Ralph Valentine.